# Jasienica Rosielna
Jasienica Rosielna (do roku 1928 Jasienica) je polská vesnice na severovýchodě okresu Brzozów v jižní části Podkarpatského vojvodství, správní centrum stejnojmenné gminy. V roce 2021 zde žilo přibližně 2 176 obyvatel, na konci roku 2024 asi 2 154.

## Historie
Nejstarší písemná zmínka o vsi je z roku 1420, v roce 1470 zde byla založená samostatná farnost. Roku 1727 získal Stanisław Wierzbowski od Augusta II. souhlas k založení města Jasienica pod magdeburským městským právem s privilegiem pořádat zde trhy. Po Stanisławově smrti přešla Jasienica sňatkem jeho sestry do majetku rodu Załuski. Marianna a Ignacy Załuski zde nechali v roce 1770 vystavět nový farní dřevěný kostel Neposkvrněného početí Panny Marie v barokních formách. V roce 1881 získal Jasienicu sňatkem Stanisław Wysocki, který si zde vybudoval panské sídlo. To vyhořelo roku 1917. Městská práva si Jasienica udržela do konce první světové války. V srpnu roku 1942 zde bylo nacisty zastřeleno asi 600 židů, kteří byli pohřbeni v hromadném hrobě na židovském hřbitově severně od centra vesnice.

## Poloha a přírodní poměry
Vesnice leží asi 8,5 kilometru severozápadně od města Brzozów, na severu sousedí s gminou Domaradz, na východě se vsí Blizne, na jihu a západě s vesnicemi Orzechówka, Wola Jasienicka a Wola Komborska. Je rozložená podél potoka Rosielna, asi pětinu její rozlohy tvoří les. V parku, který obklopoval panské sídlo, a v blízkosti kostela roste několik chráněných stromů, např. čtyři lípy malolisté staré 300–450 let.

## Pamětihodnosti
- Dřevěný farní kostel Neposkvrněného početí Panny Marie z roku 1770 je součástí I. trasy Stezky podkarpatské dřevěné architektury.[9]
- Anglický Panský park založený v 18. století rodem Załuski.[8][7]

## Galerie

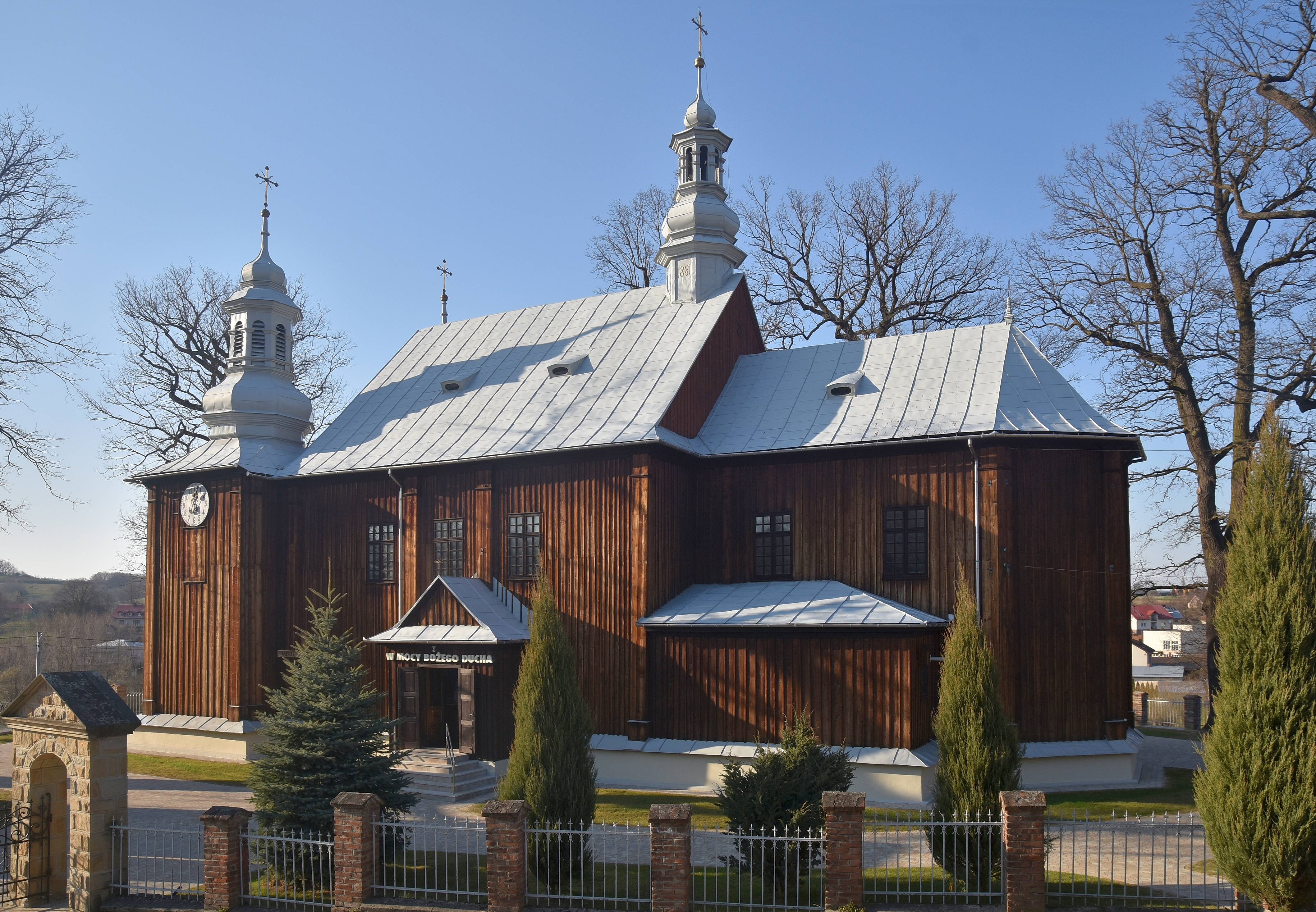
Kostel Neposkvrněného početí Panny Marie
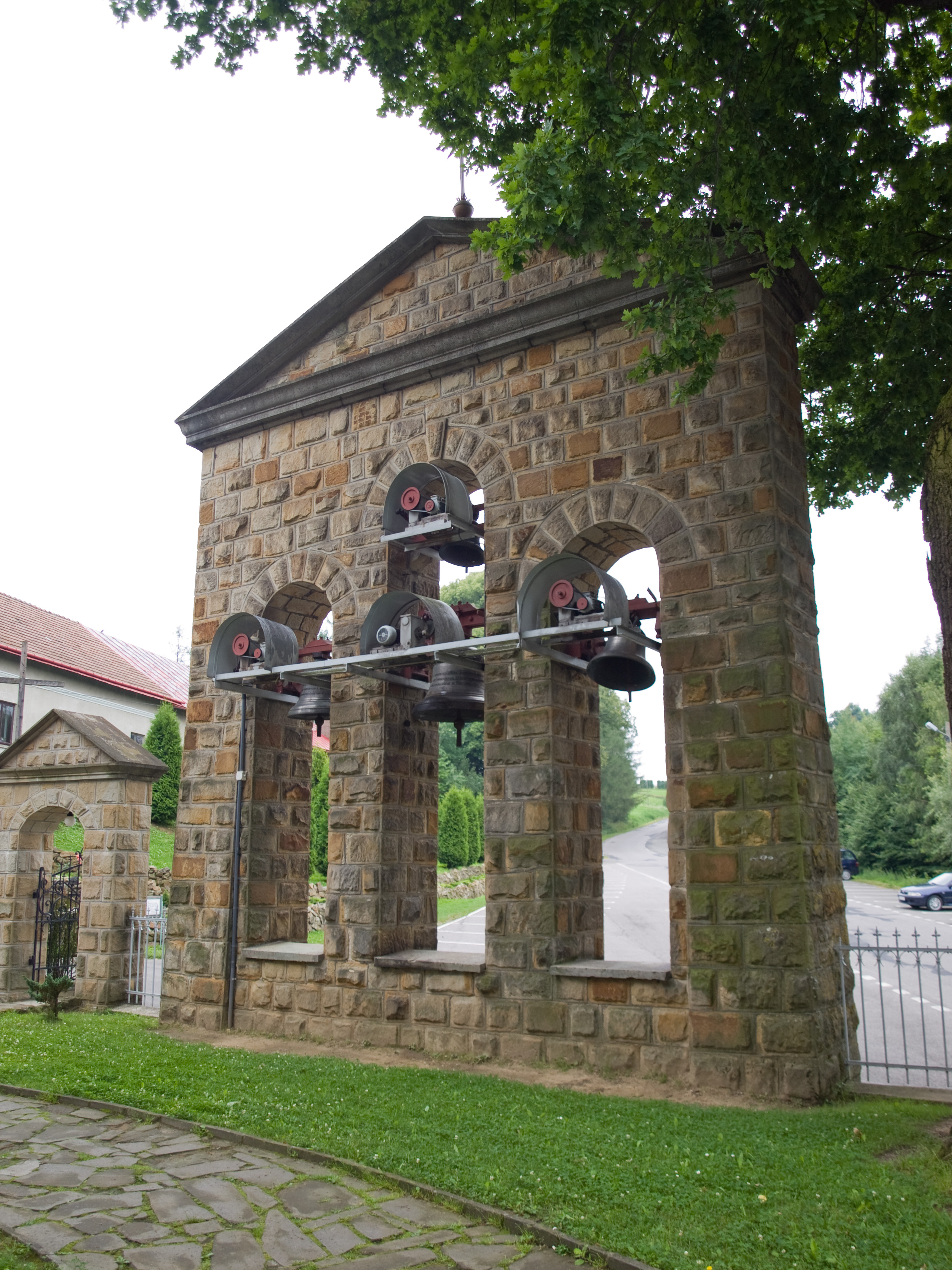
Zvonice u kostela
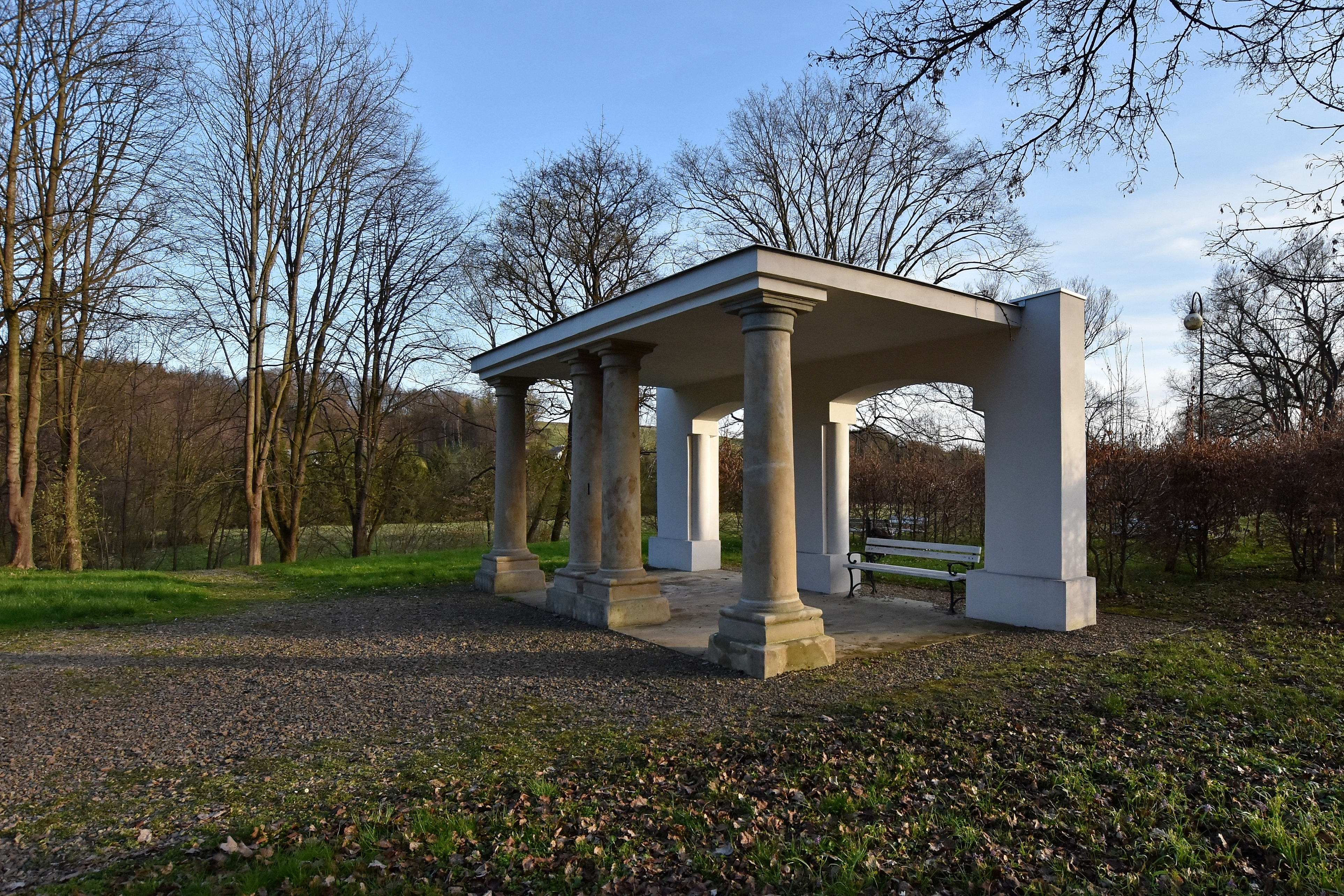
Pavilon v anglickém parku